# Boża Stopka
Boża Stopka (także Anielska Stopka) – głaz narzutowy w Puszczy Darżlubskiej, na terenie Nadmorskiego Parku Krajobrazowego. Znajduje się na Szlaku Grot Mechowskich, w pobliżu głazu zwanego Diabelskim Kamieniem. Oba głazy służyły w przeszłości jako punkty graniczne.
Głaz ten po raz pierwszy został wymieniony w 1281 roku w dokumencie księcia Mściwoja II. Obwód kamienia wynosi 2,6 metry, wysokość głazu to 0,6 metra i otoczony jest trzema kopcami granicznymi.

## Legendy związane z kamieniem
- Kopce zostały usypane przez dwóch braci, którzy zostali tutaj pogodzeni przez anioła, którego ślad stopy lub dłoni został odciśnięty na kamieniu.
- Ślad na głazie to odcisk stopy misjonarza.
- W tym miejscu walczyli ze sobą stolem i stolemka za pomocą głazów Boża Stopka i Diabelskiego Kamienia.